# Om kriget kommer (bok)
Om kriget kommer är en roman av Jan Guillou, som utgavs 1971 av Norstedts.
Om kriget kommer, som är Jan Guillous första bok, är en fiktiv berättelse om hur den svenska krigsmakten och främst flygvapnet går i anfallskrig mot Sydafrika och Rhodesia. Guillou menade själv att han "med alla de nyanseringar som många trycksidor ger utrymme till vill förklara några av de vanligaste slagorden i vår tids demonstrationer"[källa behövs]. 

## Tema och tillkomst
Under sitt arbete som journalist under slutet av 60-talet hade Jan Guillou läst in sig på den antikoloniala befrielsekampen i Afrika och studerat en stor mängd militära källor i ämnet. Under 1970 använde han sådant material för att konstruera sin debutroman, som han avsett skulle handla om Sveriges relation till frihetskamperna som pågick i det som under Kalla kriget kallades Tredje världen. Romanen har hämtat sin titel efter civilförsvarsbroschyren med samma namn. 

## Indragen upplaga
Den första upplagan av boken drogs tillbaka av Norstedts innan utgivningen på grund av en fotnot som anklagade den israeliske politikern David Ben-Gurion för krigsförbrytelser. Enligt Guillou själv existerar endast 26 kända exemplar av denna första indragna upplaga i form av överlevande recensionsexemplar och författarexemplar. Den reviderade upplagan, där fotnoten kortats ner, gavs ut i maj 1971.